# أغوستين دي إتوربيدي

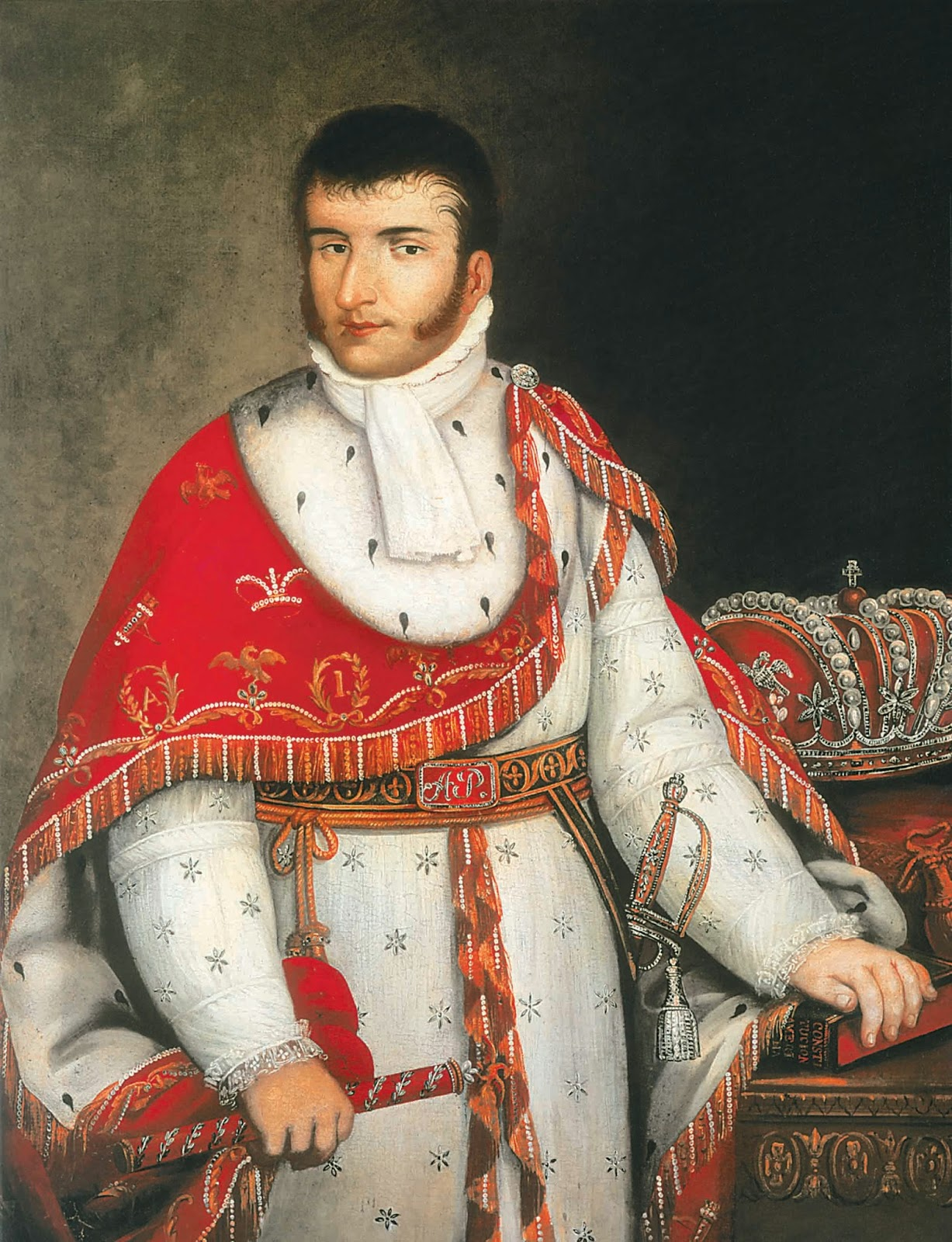
الإمبراطور أغوستين دي إتوربيدي في لوحة منسوبة لخوسيه أرياس ويرتا

أغوستين دي إتوربيدي (بالإسبانية: Agustín de Iturbide)‏ (1783 – 1824)، إمبراطور المكسيك من مايو 1822 إلى مارس 1823، وكان في قائدا عسكريا ظهر في البداية مع جيوش الملك ضد الثوار قبل أن يحارب لاستقلال المكسيك ويكون أول حاكم مستقل عليها.

## بدايات حياته
ولد إيتوربيدي في 27 سبتمبر 1783، في بلد الوليد (وهي الآن موريليا) في المكسيك، حيث استقر أبوه وهو إسباني من بنبلونة مع زوجته الكريولية. حصل إتوربيدي على تعليم أفضل مما كان معتادا في المكسيك، ودخل الخدمة العسكرية، وفي 1810 أصبح الملازم المساعد في الفوج الإقليمي من مدينته.

## بدايات الثورة المكسيكية
في تلك السنة اندلع تمرد هيدالغو، وانضم إتوربيدي، الذي كان كما يبدو رجل سياسة أكثر منه رجل مبدأ، إلى الجيش الملكي. وكان يمتلك شجاعة كبيرة ومواهب عسكرية، والتي أفادته خصوصا في حرب العصابات، وأظهر المحارب الشاب براعة في الحرب، وترقى بسرعة في الرتب العسكرية. وفي ديسمبر 1813 استطاع العقيد إتوربيدي، سوية مع الجنرال يانو، أن يوجه ضربة قوية للثورة بهزيمته لموريلوس خليفة هيدالغو في معركة بلد الوليد؛ وتابع السابق بنصر حاسم آخر في بوراران في يناير 1814. في السنة اللاحقة عين دون أغوستين لقيادة جيش الشمال ولحكم محافظات بلد الوليد وغواناخواتو، لكن في عام 1816 أصدرت ضده تهم خطيرة بالابتزاز والعنف، مما أدى إلى استدعائه. بالرغم من أن الجنرال تمت تبرأته، أو على الأقل تم إسقاط التحقيق، فلم يستأنف قيادته، لكنه تقاعد إلى حياته الخاصة لأربع سنوات، التي كما يقال قد قضاها في مسلك قاسي ككفارة بسبب تجاوزاته السابقة.
في عام 1820 تلقى خوان رويز دي أبوداكا نائب الملك في المكسيك الأوامر من الحاشية الإسبانية لإعلان الدستور المنشور في إسبانيا في عام 1812، لكن بالرغم من أنه ألزم في بادئ الأمر للإذعان لأوامر تم بها تقليل سلطاته، فقد استحسن سرا خطة إحياء السلطة المطلقة لفيردناند السابع في المكسيك. وتحت ذريعة إخماد البقايا الطويلة الأمد للثورة، قام بجمع القوات، ووضع إتوربيدي في رأس القيادة، وأمره بأن يعلن السلطة المطلقة للملك. وبعد أربع سنوات من التفكير تغيرت وجهة نظر الجنرال، وصمم إتوربيدي على اعتناق قضية الاستقلال الوطني يقوده الطموح الشخصي والاحترام الوطني لبلاده.

## الثورة والإمبراطورية
شكلت قراراته اللاحقة جزءا من تاريخ المبكر للمكسيك المستقلة، ومنها أصداره لخطة إغوالا في 24 فبراير 1821، ورفض الحاشية الإسبانية التصديق على معاهدة قرطبة، التي وقعها مع خوان أودونوخو، فتحول من بطل مجرد للحكم الملكي إلى مرشح للتاج، وهتف به الجنود باسم الإمبراطور أغوستين الأول في 18 مايو 1822، وأرغم في خلال عشر شهور إلى أن يقدم تنازله إلى الكونغرس الذي حلّه بالقوة، وذلك بسبب إهماله المتغطرس للقيود الدستورية. رغم ذلك رفض الكونغرس قبول تنازله على أساس أنه ليتم هذا فيجب الاعتراف بشرعية انتخابه، وسمح للإمبراطور السابق أن يتقاعد في ليفورنو في إيطاليا (وكانت وقتها جزءا من دوقية توسكانا الكبرى)، وتقرر منحه راتب تقاعدي منه 5000 جنيه استرليني سنويا عن خدماته في عام 1820.

## وفاته

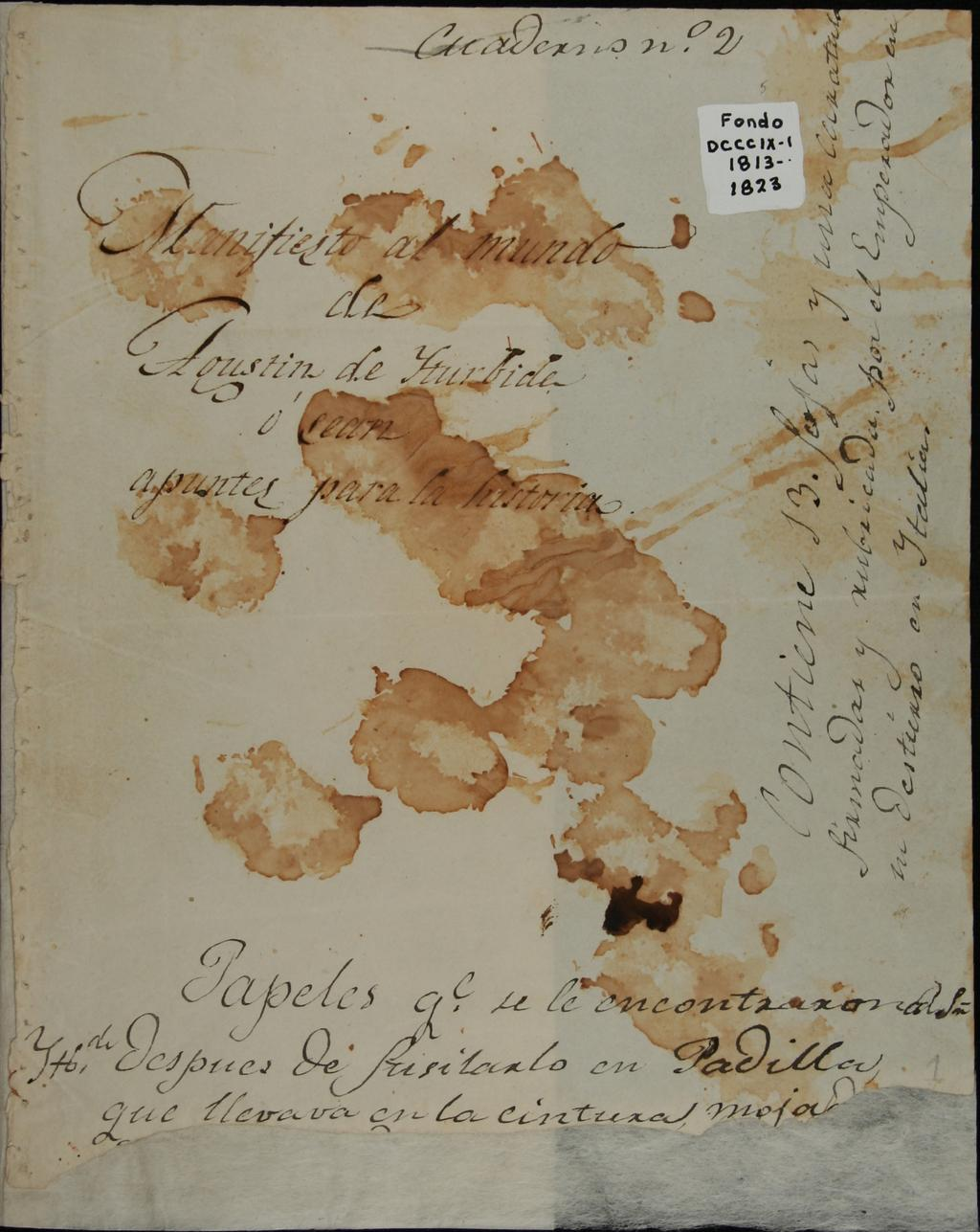
إعلان إلى العالم من أغسطين دي إيتوربيد أو ملاحظات للتاريخ، مخطوطة كتبها دي إيتوربيد. عثر عليها في جثته بعد إعدامه رميا بالرصاص. دمه هو على الورق.

صمم إتوربيدي على القيام بعرض آخر للقوة؛ وفي عام 1824، ذهب من ليفورنو إلى لندن، نشر كتابه المعروف بالبيان، وفي 11 مايو أبحر إلى المكسيك. أصدر الكونغرس قانونا ضده بحرمانه من الحقوق فورا، ويمنعه من وضع قدمه على التراب المكسيكي تحت تهديد الموت. لكن الإمبراطور السابق الجاهل بهذا، حط متنكرا في سوتو لا مارينا في تاماوليباس 14 يوليو. تم التعرف عليه فورا واعتقل، وفي 19 يوليو 1824 أعدم رميا بالرصاص في باديلا، بأمر من ولاية تاماوليباس، بدون أن يسمح له بالاستئناف للكونغرس العام.

## شخصيته
وصف الدون أغوستين دي إتوربيدي من قبل معاصريه بأنه كان ذا مظهر وسيم وأخلاق عالية. وبشجاعته المميزة ونجاحه أصبح محبوبا من جنوده، مع ذلك أظهر وحشية نحو سجنائه ببرودة أعصاب، وافتخر بأحد إرسالياته العسكرية بأن شرّف جمعة الآلام بإطلاق النار على ثلاثمائة كافر حقير. مع ذلك وصف كمحبوب في حياته الخاصة، فيبدو أنه في مهنته العامة كان طموحا وعديم الضمير وذا طبع متغطرس، وكان نافد الصبر بشأن كل مقاومة أو سيطرة، فخسر بهذا فرصة تأسيس سلالة إمبراطورية متماسكة. اختير حفيده أغوستين من قبل الإمبراطور ماكسيمليان كوريث له.
قام إتوربيدي بكتابة بيان عن بعض من الأحداث الرئيسية في حياته العامة.

## روابط خارجية
- أغوستين دي إتوربيدي على موقع الموسوعة البريطانية (الإنجليزية)
- أغوستين دي إتوربيدي على موقع إن إن دي بي (الإنجليزية)